# Фостер, Алан Дин
А́лан Дин Фо́стер (англ. Alan Dean Foster, род. 18 ноября 1946 года, Нью-Йорк) — американский писатель-фантаст, сценарист.

## Биография
Изучал политологию и киноискусство в Калифорнийском университете, по окончании университета работал в рекламном агентстве. После успеха нескольких рассказов (первая публикация — повесть «Заметки о зелёной коробке» в альманахе «Arkham Collector», лето 1971 года) и романа «Тар-Айимский Кранг» написал ряд сценариев для научно-фантастических фильмов (в том числе для сериала «Звездный путь»). Известен также как автор литературных переложений известных кинолент («Тёмная звезда», «Чужой», «Хроники Риддика», «Нечто» и другие). Писал новеллизации «Звёздных войн». Его перу принадлежит также юмористический фэнтезийный сериал «Чародей с гитарой», который в 1995 году впервые опубликован на русском языке.
Увлекается баскетболом, классической музыкой и восточными единоборствами. Живёт в Калифорнии.

## Произведения

### Боевая фантастика

#### Проклятые / Damned
- Призыв к оружию / A Call to Arms (1991)
- Фальшивое зеркало / The False Mirror (1992)
- Военные трофеи / The Spoils of War (1993)

### Научная фантастика

#### Приключения Флинкса
Серия «Флинкс» (англ. Flinx) является подциклом другого большого цикла автора — «Челанксийская федерация» (англ. The Humanx Commonwealth). В серии рассказывается о приключениях Флинкса, эмоционального телепата, получившего свои способности в результате преступного генного конструирования ДНК группой ученых. В серии рассказывается о сложном детстве Флинкса, юношеском становлении, о постепенном развитии и расширении его способностей. Неизменным спутником и защитником является летающий дракончик, который также обладает телепатическими талантами и находится с Флинксом в каком-то подобии эмоциональной симбиотической связи.
Книги серии указаны по внутренней хронологии.
1. Ради любви к не-матери (англ. For Love of Mother-Not, 1983, русское издание "Ради любви к не-матери", Смоленск, "Русич", 1994 год; «Ради любви к приемной матери», июнь 2002)
2. Тар-Айимский Кранг (англ. The Tar-Aiym Kran, 1972, русское издание "Тар-Айимский Кранг", Смоленск, "Русич", 1994 год; «Тайна Кранга», июнь 2002)
3. Звезда сироты (англ. Orphan Star, 1977, в России издан в сентябре 2002)
4. Конец материи (англ. The End of the Matter, 1977, в России издан в сентябре 2002)
5. Последнее приключение Флинкса (англ. Flinx in Flux, 1988, русское издание «Флинкс на распутье», 2003, перевод Т.Бушуева)
6. Флинкс на планете джунглей (англ. Mid-Flinx, 1995, в России издан в 2003, перевод Б.Жужунава, название в других переводах — «Срединный Флинкс»)
7. Воссоединение (англ. Reunion, 2001, на данный момент в России не издавался и не переводился)
8. Flinx’s Folly (2003)
9. Sliding Scales (2004)
10. Running from the Deity (2005)
11. Зелье (англ. Bloodhype, 1973, в России издан в 1995, перевод И.Соколова)
12. Trouble Magnet (2006)
13. Patrimony (2007)
14. Flinx Transcendent (2009)
15. Strange Music (2017)

#### Ледовый Союз / Icerigger (Молокин / Moulokin Series)
- Ледовое снаряжение / Icerigger [= Коготь Трана] (1974)
- Миссия в Молокин / Mission to Moulokin (1979)
- Проводники всемирного потопа / The Deluge Drivers [= Мессия потопа] (1987)

### Фэнтези

#### Динотопия / Dinotopia Universe
- Затерянная Динотопия (2005, Издательство: Эксмо, ISBN 5-699-09158-0)/ Dinotopia Lost (1996) ISBN 1-57036-279-3
- Рука Динотопии (2005, Издательство: Эксмо, ISBN 5-699-09160-2)/ The Hand of Dinotopia (1997) ISBN 1-57036-396-X

#### Странствия законоучителя / Journeys of the Catechist
- Пожиратели света и тьмы / Carnivores of Light and Darkness (1998)
- По Мыслящим Королевствам / Into the Thinking Kingdoms (1999)
- Триумф душ / A Triumph of Souls (2000)

#### Чародей с гитарой
- Чародей с гитарой / Spellsinger (1983)
- Час ворот / The Hour of the Gate (1984)
- День диссонанса / The Day of the Dissonance (1984)
- Момент волшебства / The Moment of the Magician (1984)
- В плену пертурбаций / The Paths of the Perambulator (1985)
- Время перехода / The Time of the Transference (1986)
- Сын чародея с гитарой / Son of Spellsinger (1993)
- Инфернальная музыка / Chorus Skating [= Хоровое катание] (1994)
- Серенада / Serenade (2004)

### Эпическая фантастика

#### Звёздные войны
- Эпизод 4: Новая надежда («Star Wars: Episode 4: A New Hope», 1977), новеллизация, под псевдонимом Джордж Лукас
- Осколок Кристалла Власти («Splinter of the Mind`s Eye», 1978)
- Преддверие бури («The Approaching Storm», 2003)
- Пробуждение Силы («Star Wars: The Force Awakens», 2015), новеллизация

#### Amos Malone stories
- Что натворил Ву-Линг / Wu-Ling’s Folly (1982)
- Witchen Woes (1983)
- Ferrohippus (1984)
- Jackalope (1989)
- The Chrome Commanche (1990)
- Agrarian Deform (1991)
- Having Words (1992)
- What You See (1994)
- The Purl of the Pacific (1995)
- Venting (2006)

#### Montezuma Strip stories
- Heartwired (1992)
- Gagrito (1993)
- Hellado (1993)
- Our Lady of the Machine (1994)
- The Mocking Program [= Програмерзость] (2002)

#### Похищенные / Taken
- Утрата и обретение / Lost and Found (2004)
- Сквозь призму световых лет / The Light-Years Beneath My Feet (2005)
- Свет далёкой Земли / The Candle of Distant Earth (2006)

### The Humanx Commonwealth Books

#### Founding of the Commonwealth
- Филогенез / Phylogenesis (1999)
- Панихида / Dirge (2000)
- Diuturnity’s Dawn (2002)

#### Челанксийская федерация / Commonwealth novels
- Кашалот / Cachalot (1980)
- Между-мир / Midworld (1975)
- Nor Crystal Tears (1982)
- Приговоренный к призме / Sentenced to Prism (1985)
- Путешествие в Город мертвых / Voyage to the City of the Dead (1984)
- The Howling Stones (1997)
- Drowning World (2003)
- The Emoman (1972)
- Snake eyes (1978)
- Верхом на монстре / Surfeit (1982)
- Sideshow (2002)
- Mid-Death (2006)
- Perception (2006)
- Chilling (2006)
- Growth (2008)